# Michel Lunarca
Michel Lunarca, né le 4 décembre 1882 à Paris et mort le 11 juillet 1920 à Saint-Cloud[réf. nécessaire], est considéré selon plusieurs sources comme le premier restaurateur à avoir mis le croque-monsieur à la carte de son restaurant,,.

## Biographie

### Jeunesse
Né d’un père inconnu et d’une mère vendeuse de cartes postales sur les quais de Paris, Michel Lunarca est ce que l’on appelle un “enfant des rues” . A la mort de sa mère, il reprend le commerce familial, mais ne parvient pas à en tirer suffisamment de revenus pour subsister.
C’est à l’âge de dix ans qu’il rencontre par hasard l’exécuteur public Anatole Deibler, dit “Monsieur de Paris”. L’illustre bourreau l’intègre dans son équipe et en fait son assistant. Après quelques années passées à son service, Michel Lunarca décide d’exercer le métier de boucher, puis intègre la brasserie Le Bel-Âge en tant que commis de cuisine.

### Légende du croque-monsieur
Satisfait de ses services et sans héritier, le propriétaire du restaurant lègue son établissement à Michel Lunarca, ce qui ne plaît pas aux autres restaurateurs du quartier, qui lancent de folles rumeurs à son sujet. Certains insinuent qu’il aurait manipulé l’ancien propriétaire et l’aurait assassiné pour récupérer le restaurant. D’autres l’accusent, à cause de son passé d’assistant du bourreau et de boucher, de proposer de la viande humaine à ses clients. Ils le surnomment alors “le Cannibale”.
Ces allégations ont le don d’agacer Michel Lunarca, qui réagit à l'insulte par la provocation. Un soir, alors qu’il manque de pain baguette, il a l’idée de le remplacer par du pain de mie, aliment fort peu utilisé à l’époque dans les restaurants. Interrogé par l’un de ses clients sur le contenu de ce sandwich si spécial, Michel Lunarca aurait répondu sur le ton de la boutade qu’il contenait de la viande d’homme, de la "viande de monsieur". C’est ainsi que le croque-monsieur fut popularisé pour la première fois dans un restaurant.

Article du Parisien Illustré - scan

La légende raconte par ailleurs que Michel Lunarca aurait découvert le pain de mie un matin de juin 1901, alors qu’il se rendait à la boulangerie pour quérir le “pain du bourreau”. Lorsqu'il a repris le "Bel-Age", il est devenu le seul restaurateur de Paris à utiliser ce pain assez décrié inventé en Angleterre au début du XIXème siècle.

### Mort
Michel Lunarca a traîné cette réputation de cannibale jusque dans les tranchées où il a officié comme cuistot au 19° RI. Il est décédé peu après la guerre de la grippe espagnole le 11 juillet 1920 à l'âge de 37 ans, après avoir rencontré Rosalie Rouquette avec qui il a eu un enfant.